# طب بالرسم
الطب بالرسم يشير إلى استخدام الرسوم الهزلية في مجال التعليم الطبي ورعاية المرضى. وقد تمت صياغة الكلمة على يد إيان ويليامز. وتوفر الرسوم الهزلية طريقة جذابة وقوية ويمكن الوصول إليها لتوفير أوصاف الأمراض. وما زالت التقييمات الأكاديمية للخيال الرسومي في مهدها، ومازالت الفحوص التي يتم إجراؤها على يد الأكاديميين المشاركين في الدراسات المتعلقة بالرعاية الطبية نادرة للغاية. ومع ذلك، فإن الإنسانيات الطبية في العديد من المدارس الطبية تدعم استخدام الآداب من أجل استكشاف الأمراض.